# سیارک ۱۰۶۳۹
سیارک ۱۰۶۳۹ (به انگلیسی: 10639 Gleason، نامگذاری:1998VV41) ده هزار و ششصد و سی و نهمین سیارک کشف شده‌است که در ۱۴ نوامبر ۱۹۹۸ کشف شد.
قدر مطلق سیارک برابر ۱۴٫۱۰ است.